# Falkon
Falkon (tot 2018: QupZilla) is een vrije en opensource webbrowser. De browser wordt aangedreven door QtWebEngine, wat feitelijk Blink (bekend als layout-engine van Chromium en Google Chrome) met enkele toegevoegde Qt-bibliotheken is. Falkon is samen met webbrowsers Konqueror, Angelfish en Aura Browser onderdeel van het KDE-project.
Falkon is de standaardbrowser in onder meer de Linux-distributies KaOS en openMandriva.

## Functies
Falkon wordt met diverse browser- en pictogramthema's geleverd, waaronder thema's die de browser integreren met Windows en op Qt gebaseerde Linux-werkomgevingen. Ook kunnen gebruikers eigen thema's maken. Verder bevat Falkon standaardfuncties, zoals ondersteuning voor geschiedenis en bladwijzers en het maken van een schermafdruk van een gehele webpagina, maar ook minder gebruikelijke functies, zoals ondersteuning voor het lezen van en abonneren op RSS-feeds vanuit de browser, een snelkiezer met favoriete bladwijzers op nieuwe tabbladen en de mogelijkheid om verticale tabbladen aan de linkerzijde van het scherm te gebruiken. Falkon wordt tevens geleverd met een ingebouwde advertentieblokkeerder die compatibel is met AdBlock Plus en een gebruikersscriptbeheerder die compatibel is met Greasemonkey.
Falkon maakt gebruik van de Qt-toolkit en de mogelijkheid voor ontwikkelaars om uitbreidingen te maken en voor gebruikers om deze te installeren.

## Geschiedenis
De oorspronkelijke ontwikkelaar, David Rosca, begon het project in 2010 als onderzoeksproject. De eerste versie, geschreven in Python (met behulp van PyQt), werd in december 2010 uitgebracht. In 2011 werd de broncode herschreven in C++ en het doel verlegd van onderzoeksproject naar het maken van een daadwerkelijke webbrowser voor dagelijks gebruik, met ondersteuning voor meerdere besturingssystemen en werkomgevingen, waaronder Microsoft Windows, GNOME en KDE Plasma. Als layout-engine werd QtWebKit gekozen. Tot en met versie 1.6.6 (mei 2014) werd Windows 2000 nog ondersteund.
Op 30 maart 2016 verscheen QupZilla 2.0. In deze versie werd layout-engine QtWebKit verruild voor QtWebEngine.
Op 10 augustus 2017 kondigde David Rosca in een blogpost aan dat QupZilla onderdeel van KDE was geworden. Na versie 2.2 kreeg QupZilla een nieuwe naam: Falkon. Hierdoor kreeg KDE voor het eerst in jaren weer een moderne webbrowser naast Konqueror, nadat in 2014 de ontwikkeling van beoogd opvolger Rekonq stopgezet was.
Falkon 3.0.1 was korte tijd de standaardbrowser in de bètaversie van Lubuntu 18.10, maar werd nog voor de stabiele uitgave vervangen door Mozilla Firefox.
Falkon 3.2.0 werd op 31 januari 2022 uitgebracht.
Op 14 februari 2022 begon Falkon met voorbereidingen voor opname in KDE Gear (KDE's programmasuite) door hetzelfde versienummer aan te nemen. De eerste versie als onderdeel van KDE Gear, versie 22.04, verscheen op 21 april 2022. Officiële uitgaven worden voortaan aangekondigd op de KDE-nieuwswebsite in plaats van de officiële Falkon-website.
Op 8 september 2022 verscheen versie 22.08.1.